# محوطه خرابه گوند
محوطه خرابه گوند مربوط به هزاره ۱۰–۸ ه.ق است و در شهرستان ارومیه، بخش مرکزی، دهستان روضه چای، روستای متروکه هسپستان واقع شده و این اثر در تاریخ ۲۵ آبان ۱۳۸۷ با شمارهٔ ثبت ۲۳۵۴۱ به‌عنوان یکی از آثار ملی ایران به ثبت رسیده است.